# Porta Nolana
Porta Nolana je ostatak jednih od srednjovjekovnih gradskih vrata u Napulju, u Italiji. Nalazi se na trgu Piazza Nolana, u blizini lokalne željezničke stanice Napoli Porta Nolana s linijama Circumvesuviane i užurbane lokalne pješačke tržnice Mercato di Porta Nolana, poznate po plodovima mora. Ime je dobio po cesti koja vodi prema Noli.
Vrata su u 15. stoljeću podigle španjolske vlasti koristeći nacrte Giuliana da Maianoa, kako bi obuhvatili rastući grad i zamijenili unutarnja vrata četvrti Forcella, također poznata kao del Cannavaro, koja su se nalazila u blizini Basilica dell 'Annunziata. Ova su vrata, za razliku od suvremenih Porta San Gennaro, izgubila svoje freske Mattia Pretija, ali kao i Porta Capuana, zadržavaju bočne bastione (tornjeve) napravljene od stijene Piperno: Torre della Fede (Toranj vjere) na jugu, i Torre della Speranza (Toranj nade) na sjeveru. Na vanjskom pročelju luka nalazi se reljef Ferdinanda I. na konju.

## Vanjske poveznice
|  | Zajednički poslužitelj ima još gradiva o temi Porta Nolana |